# Valoria la Buena
Valoria la Buena è un comune spagnolo di 630 abitanti situato nella comunità autonoma di Castiglia e León.